# The Pursuit of Accidents
The Pursuit of Accidents è un album del gruppo musicale britannico Level 42, pubblicato dall'etichetta discografica Polydor nel 1982.
L'album è prodotto da Mike Vernon. Tutti i brani portano la firma di Mark King, coadiuvato da altri autori quali Philip e Rowland Gould, Mike Lindup e Wally Badarou.
Dal disco vengono tratti i singoli Weave Your Spell, Are You Hearing (What I Hear)? e The Chinese Way.

## Tracce

### Lato A
1. Weave Your Spell
2. The Pursuit of Accidents
3. Last Chance
4. Are You Hearing (What I Hear)?

### Lato B
1. You Can't Blame Louis
2. Eyes Waterfalling
3. Shapeshifter
4. The Chinese Way